# Preneste
|  | No s'ha de confondre amb Preneste (mitologia). |

Preneste (en llatí: Praeneste; en grec antic: Πραίνεστον ο Πραινεστός) va ser una ciutat del Laci situada a uns 35 km a l'est de Roma, al sud de les muntanyes Albanes. Era conegut sobretot perquè acollia el temple de la Fortuna Primigènia, que acollia un oracle conegut com a les «Sorts Prenestines». Es correspon amb l'actual vila de Palestrina.

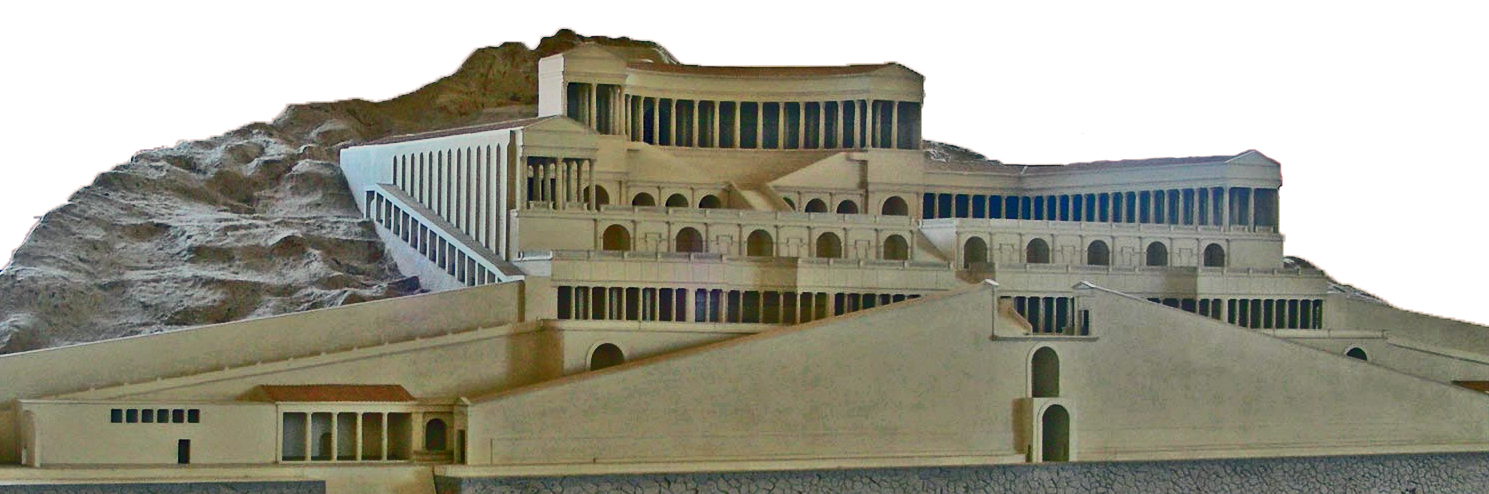
Reconstrucció del temple de la Fortuna Primigènia

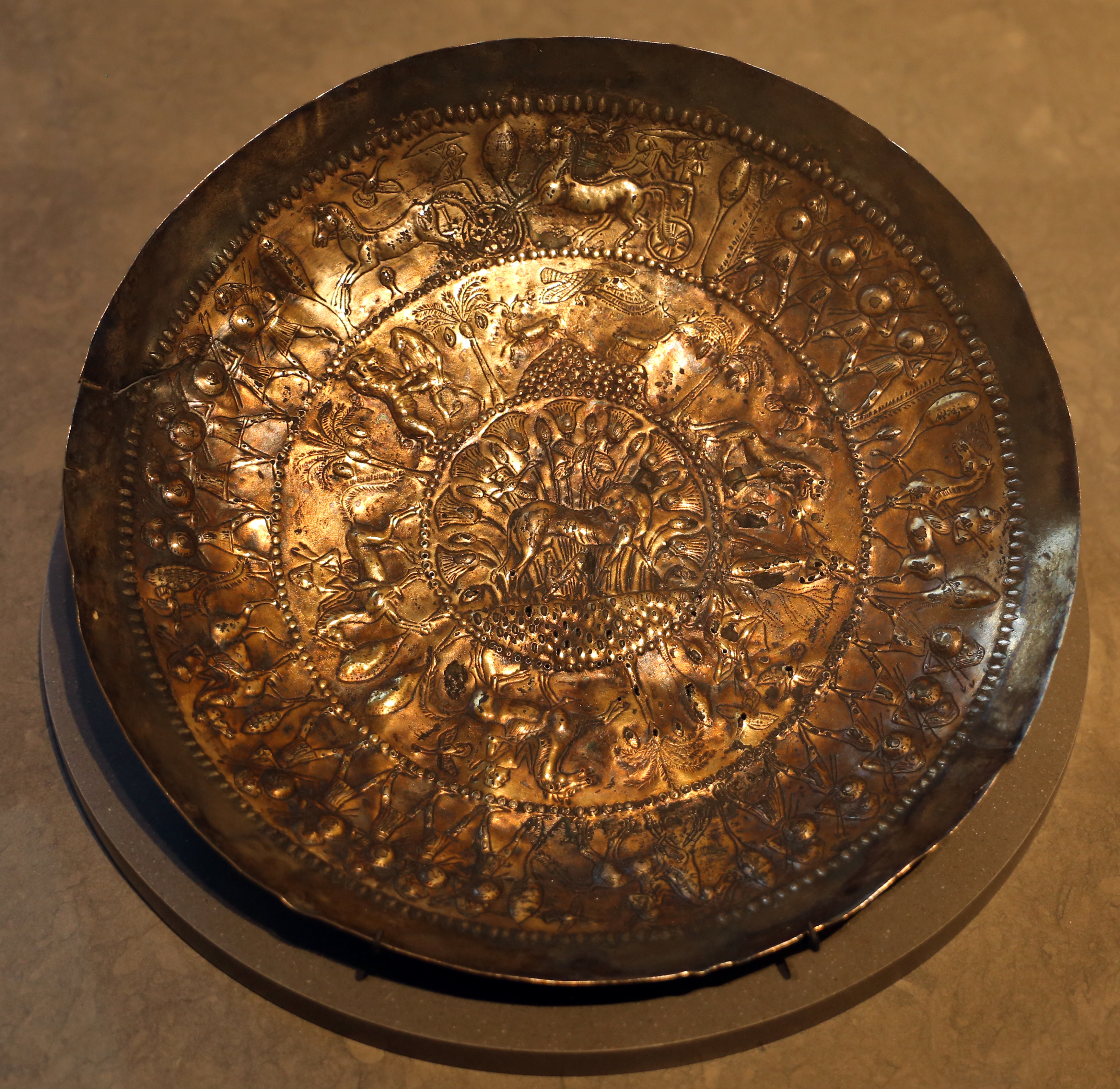
Plat fenici del trobat a Preneste

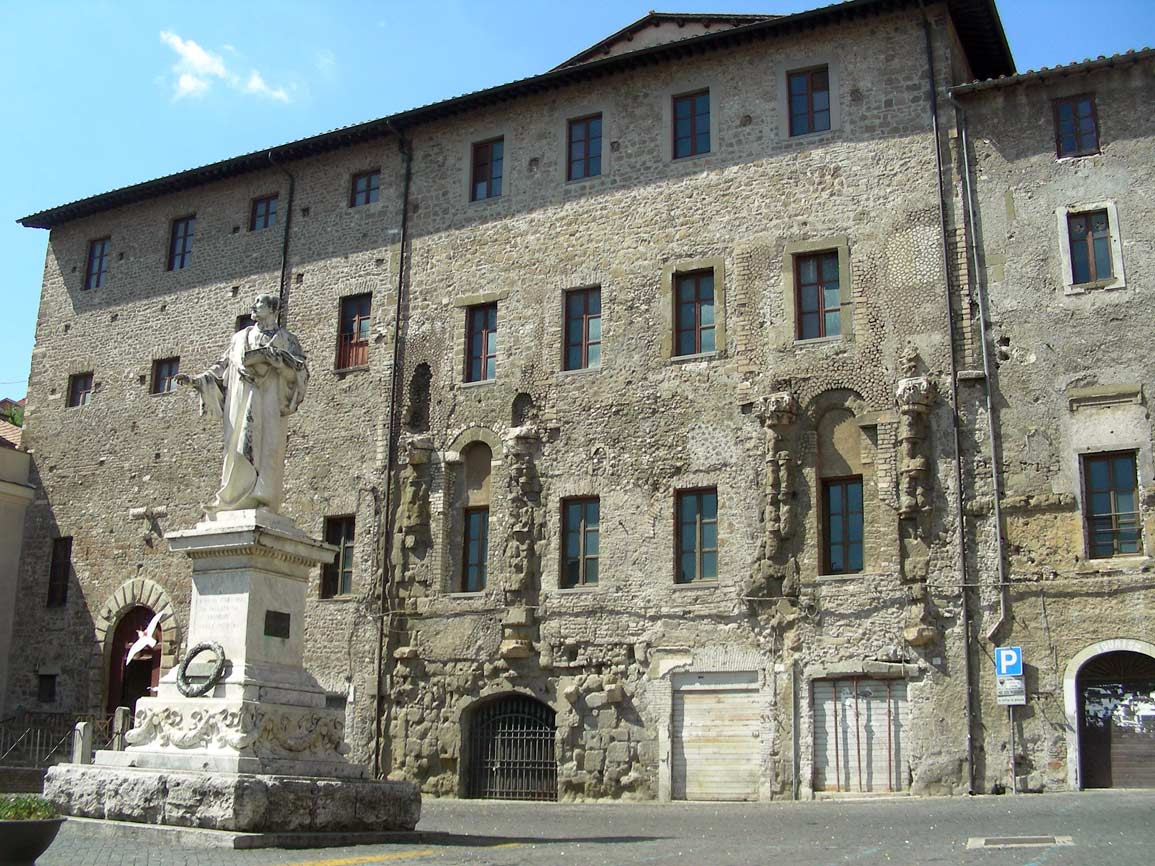
Restes de la basílica romana reaprofitades en l'edifici del Seminari

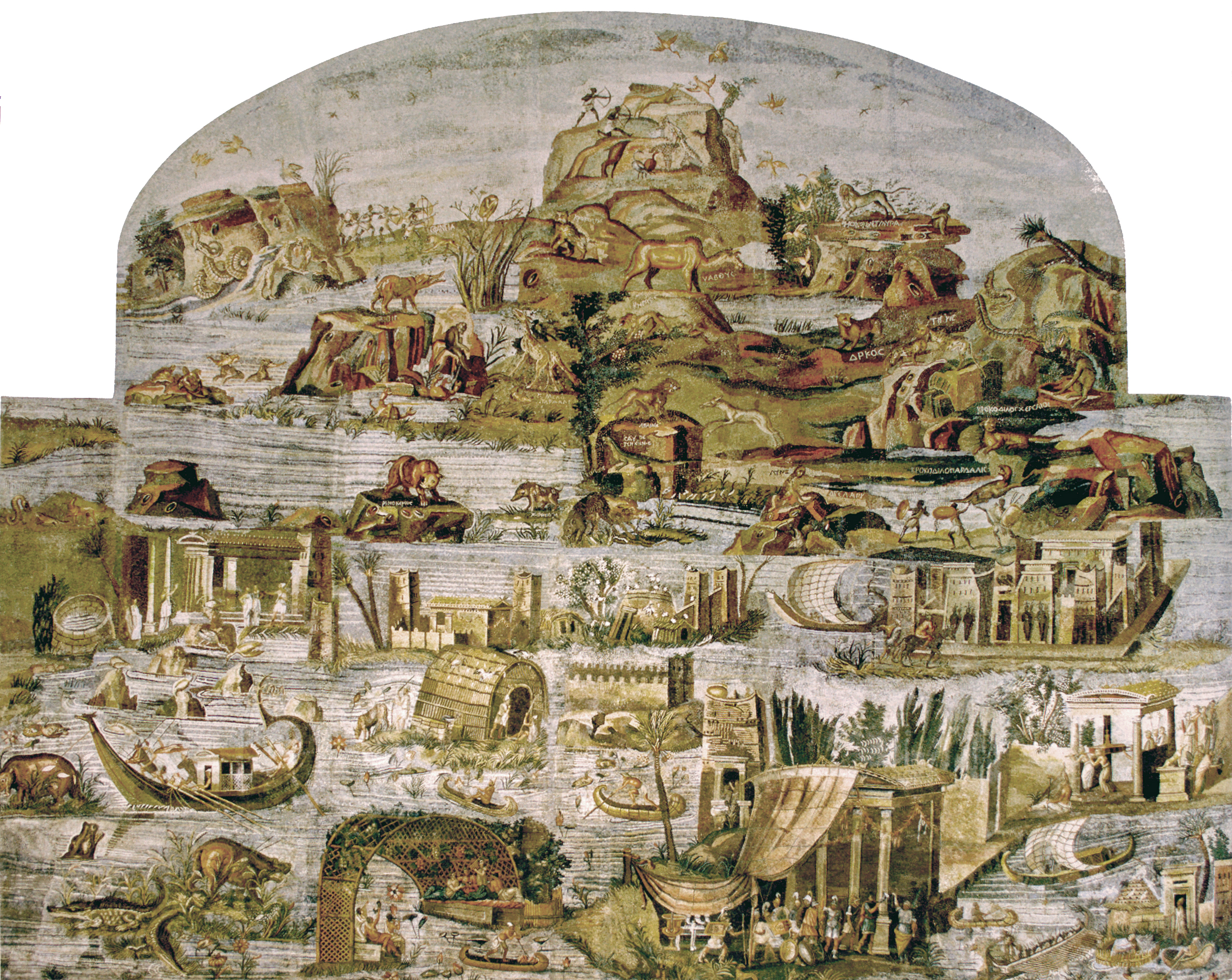
Mosaic del Nil trobat a Preneste

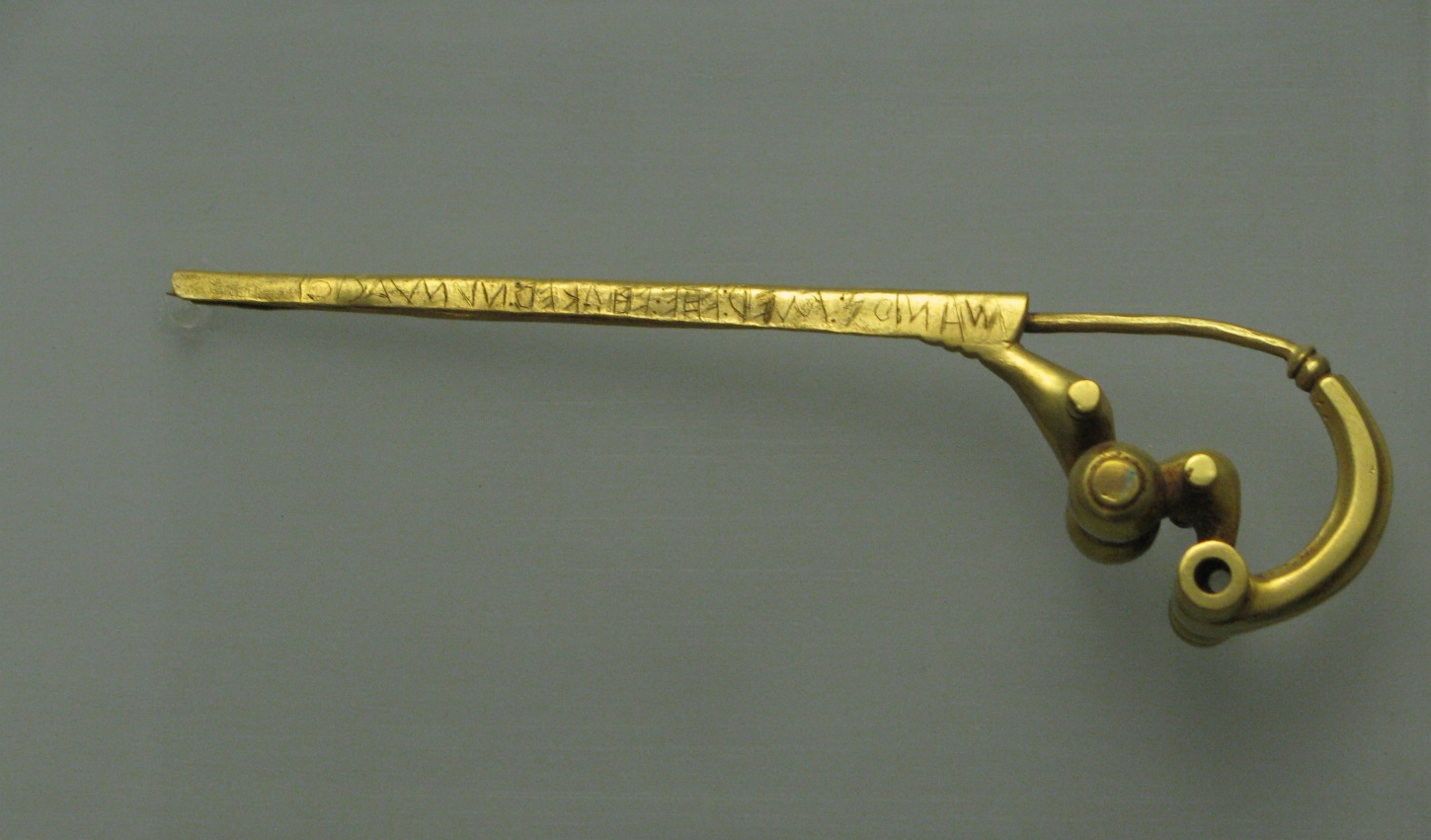
La famosa fíbula de Preneste

## Història

### Orígens
Hi ha diverses llegendes sobre la seva fundació. Virgili diu que la va fundar Cècul, fill de Vulcà i de Preneste, versió seguida per Solí. Una altra tradició, d'origen grec i transmesa per Estèfan de Bizanci, deia que la va fundar Prenest, fill de Latí i descendent d'Odisseu i Circe. Estrabó també la considera una ciutat originàriament grega, i diu que abans es deia Polistèfanos (Πολυστέφανος). Plini el Vell segueix aquesta tradició, però diu que el seu nom original era Estèfane (Stephane). Finalment, una altra tradició diu que la ciutat va ser fundada per Llatí Silvi, rei d'Alba Longa, que a més va fundar un gran nombre de ciutats al seu territori.
La primera menció del nom de Preneste en la història es troba a la llista de les ciutats de la Lliga llatina que ofereix Dionisi d'Halicarnàs, i era un membre important d'aquesta confederació. Però, a partir del 499 aC, segons Titus Livi, va abandonar la Lliga i es va unir als romans, fet que Livi situa just abans de la batalla del Llac Regil. L'any 462 aC, els eques i els volscs la van atacar, però va romandre aliada de Roma.

### Guerres llatines
Quan els gals van ocupar Roma, els prenestins es van separar de l'aliança amb els romans, i el 383 aC apareixen fent incursions contra aliats de Roma com Labicum i Gabis. El 383 aC la ciutat va enviar un exèrcit en suport dels colons romans revoltats de Velitres, cosa que va suposar l'esclat de la guerra amb Roma; Preneste es va aliar amb els volscs, i conjuntament van ocupar la colònia romana de Sàtricum. Marc Furi Camil va derrotar els volscs l'any 381 aC, però no consta que els prenestins hi prenguessin part. El 380 aC, Preneste va aixecar un poderós exèrcit aprofitant certes dissensions internes a Roma, i va arribar fins a les portes de la ciutat. D'allí van passar a la vora del riu Àl·lia, on el dictador Tit Quinti Cincinnat Capitolí els va derrotar en una victòria tan completa que el dictador romà va poder ocupar les vuit ciutats que Preneste tenia sotmeses; Preneste, mancada d'exèrcit, es va haver de sotmetre.
No va passar molt de temps quan la ciutat tornava a estar en guerra amb Roma (379 aC), aliada a altres ciutats llatines, però no van poder fer accions ofensives fins un temps després. Diodor de Sicília diu que l'any 351 aC van signar una treva amb Roma. Van participar en la gran guerra llatina del 340 aC i el 339 aC van enviar forces per ajudar els pedans, però el cònsol Tiberi Emili Mamercí els va derrotar. Tot i així, van continuar la guerra juntament amb Tíbur fins a la derrota final dels llatins a Pèdum l'any 338 aC. A la pau que va seguir, Preneste va perdre part del seu territori, igual que Tíbur, i va passar a ser un estat lliure aliat de Roma sense rebre, com altres ciutats, la ciutadania romana.
Durant molt de temps, va aportar el seu contingent de tropes i subministraments. En temps de Polibi encara conservava una certa independència nominal, i podia donar refugi a persones expulsades de Roma. Quan Pirros es va acostar a Roma, Preneste va haver de donar ostatges als romans que no es refiaven de la seva lleialtat. Pirros va arribar just fins a Preneste, que no va poder ocupar, i allí va emprendre el seu retorn.

### SeglesiiiiiiaC
A la Segona Guerra Púnica, els prenestins es van distingir a la defensa de Casilínum contra Hanníbal, i encara que es van haver de rendir, van ser premiats pel seu valor i fidelitat pel senat romà amb alts honors; Preneste va rebutjar, però, l'oferta de la ciutadania romana, i es van mantenir nominalment independent fins a la guerra social, quan, com les altres ciutats aliades, va rebre la ciutadania.

### Guerres civils
A les guerres entre Màrius i Sul·la, Preneste va tenir un paper important: Cinna la va ocupar quan va ser foragitat de Roma l'any 87 aC, i va continuar en mans dels populars fins al 82 aC, quan va donar refugi al fill de Màrius amb les restes de l'exèrcit que Sul·la havia derrotat en la batalla de la Porta Col·lina, a Sacriport. Com que les fortificacions havien estat reforçades, Sul·la va desistir d'assaltar la ciutat, i la va blocar sota el comandament de Quint Lucreci Ofel·la, mentre Sul·la feia operacions contra els caps del partit popular. Després d'una gran batalla a la Porta Col·lina i la derrota del general samnita Ponci Telesí Menor, Preneste va obrir les portes a Lucreci Ofel·la. Màrius el Jove, després de no poder escapar per un passatge subterrani, es va suïcidar.
Els romans van castigar severament la ciutat, que van saquejar, i els habitants van ser executats sense distinció. Es van desmantellar les fortificacions, i es va establir una colònia militar de veterans de Sul·la. La ciutat es va traslladar a la plana, i a la vella ciutat hi va romandre només el temple de Fortuna. Tot i així la ciutat va continuar sent una plaça de certa importància per un temps, mercès a la colònia militar que s'hi establí (Colonia Praenestina).

### L'Imperi
Després de la primera guerra civil i la destrucció de la ciutat, per bé que es va reconstruir, Preneste no es va recuperar del cop infligit per Sul·la. El caràcter particular que havia tengut, amb personalitat pròpia respecte de les decisions de Roma, tot i la subordinació, no va retornar, i la ciutat es va convertir en un lloc de segones residències entre la classe noble romana, atès que, per la seva situació al peu de la muntanya, era considerat un indret sa i agradable. El mateix August hi va residir un temps, Horaci s'hi va retirar i Tiberi hi va viure un temps per recuperar-se d'una malaltia; Hadrià hi va tenir una vil·la, i Marc Aureli s'hi va retirar després de la pèrdua del seu fill de set anys Anni Ver.

### Posteritat
Després de l'Imperi ja no torna a aparèixer esmentada fins al temps dels longobards. De la locució civitas Praenestina ('ciutat prenestina'), el nom va evolucionar directament a Praenestina, que va originar el seu nom actual de Palestrina. La població actual ocupa el lloc del temple de Fortuna que Sul·la engrandí extraordinàriament. A la rodalia es va trobar, el 1773, l'anomenat calendari romà (els Fasti Praenestini), i també prové d'allà la fíbula de Preneste, un dels primers testimonis de llatí.